# Sociedade Amor da Pátria
A Sociedade Amor da Pátria MHM é uma sociedade maçónica fundada na cidade da Horta, Açores, em 28 de Novembro de 1859. Loja maçónica, sob a influência do Grande Oriente Lusitano, sob o lema “O Amor à Pátria é o que nos Guia”, a Sociedade Amor da Pátria impôs-se no meio faialense e açoriano pelos seus fins altruístas, socioeconómicos e culturais.

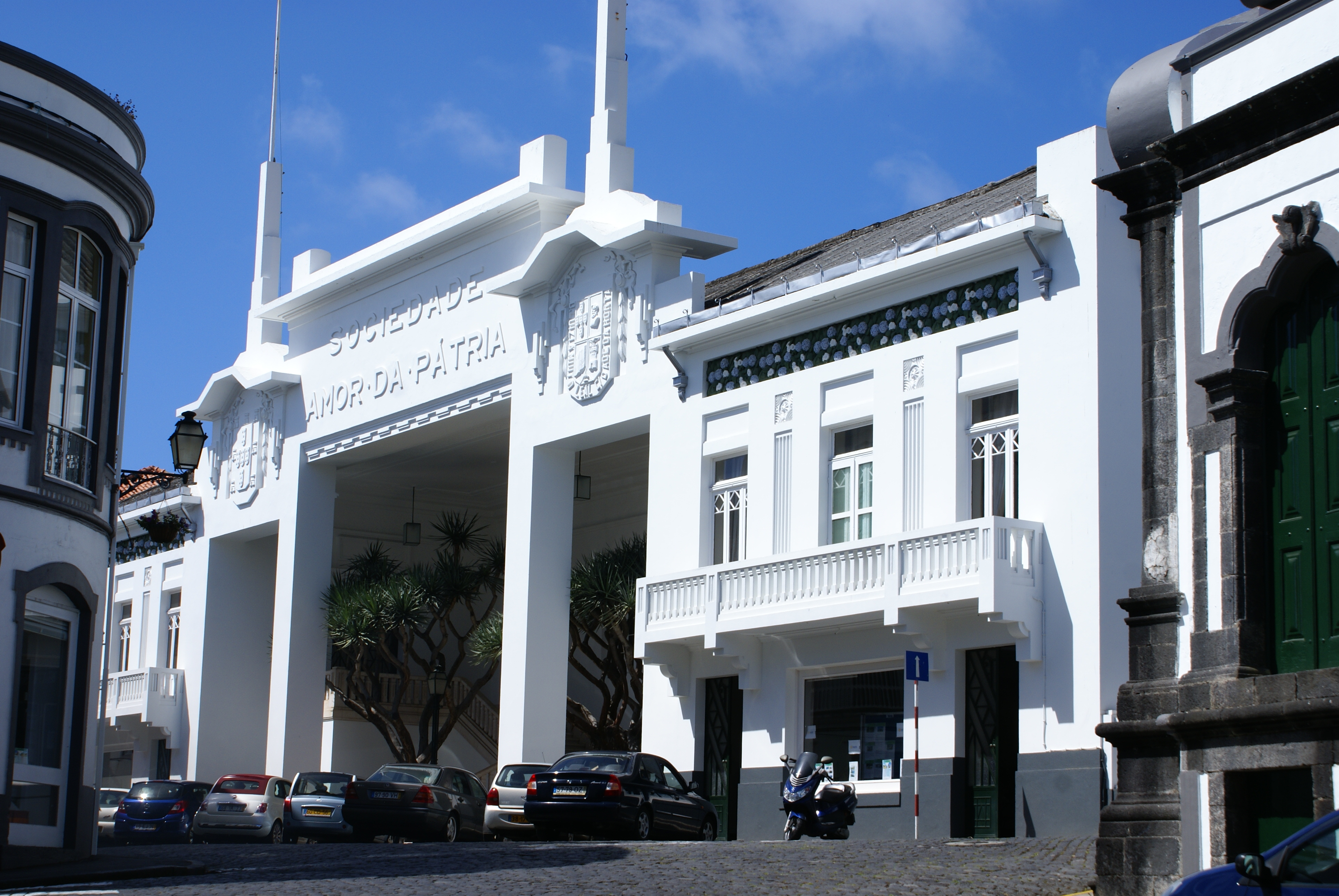
Sociedade Amor da Pátria

A história da Sociedade Amor da Pátria, Instituição de Utilidade Pública, de Recreio, Cultura e Filantropia, fundada há quase 160 anos, agraciada pela Presidência da República com a Ordem do Mérito, confunde-se com a história do último século e meio da cidade da Horta, ilha do Faial, tal a importância que assumiu nesta cidade, onde marcou indelevelmente a cultura e a sociedade.

## História
Considerada uma das mais distintas agremiações faialenses, foi responsável ao longo da sua história por relevantes eventos de índole artística - do teatro as artes plásticas – e por ter realizado numerosas iniciativas, enriquecedoras do conhecimento da população faialense e da própria ilha do Faial, propiciando debates e conferências, ações culturais, filantrópicas e tendo tido também um desempenho significativo de carácter recreativo, com os seus bailes, jogos e torneios. 
A sua ação formativa, que não se perde no tempo e muito honra os primórdios da vida desta instituição, foi, porventura, a mais valiosa: a criação e manutenção de quatro escolas primárias em diferentes freguesias da ilha, que formaram muitas crianças e jovens e contribuíram de forma decisiva para a implantação da Escola Nocturna na ilha do Faial, com toda a importância e mudança de valores que essa evolução implicou. 
A beneficência e a filantropia também se encontram na génese desta sociedade que, com frequência, apoiou financeiramente instituições de caridade no concelho da Horta, como os Asilos de Mendicidade e da Infância Desvalida, através de dádivas recolhidas nos seus saraus. Para subsidiar as suas obras de beneficência, a nível económico-financeiro também a Sociedade Amor da Pátria concretizou uma iniciativa notável no seu tempo, com a fundação da Caixa Económica Faialense.
Aqui se realizaram exposições, teatros, concertos, bailes, ações de beneficência, congressos, jantares e tantas outras atividades de cariz artístico, cultural e social.
Quando, em 1998, um grave sismo atingiu a ilha do Faial, a Sociedade Amor da Pátria soube estar à altura das suas responsabilidades na prestação de apoio imediato à população faialense e foi nas instalações que se instalou o Banco Alimentar Contra a Fome para apoio e assistência aos mais necessitados.
Outro marco histórico desta Sociedade, com particular significado, foi o facto de sido o local onde se deram os primeiros passos daquele que é o órgão máximo da Autonomia Regional. A 4 de Setembro de 1976, neste edifício, teve lugar o acto inaugural da I Legislatura do Governo Regional, que contou com a presença do então Presidente da República, General Ramalho Eanes, e do Primeiro-Ministro, Dr. Mário Soares. Aqui funcionou durante quatro anos a Assembleia Legislativa Regional dos Açores.
A história da Sociedade Amor da Pátria é indissociável da história dos Açores e da Ilha do Faial.
A 3 de Setembro de 2001 foi feita Membro-Honorário da Ordem do Mérito.

## O edifício
A sua atual sede, estilo Art Deco, da autoria do arquiteto Manuel Joaquim Norte Júnior, um dos mais proeminentes arquitetos portugueses e o mais premiado de todos os tempos, foi inaugurada a 30 de junho de 1934, embelezando com a sua originalidade e a sua sumptuosidade a cidade que a abriga. Com justiça, em 1984, foi classificado de "Imóvel de Interesse Público". 

Esse magnífico espaço tem sido uma verdadeira sala de visitas da cidade da Horta, acolhendo em diversos momentos e períodos, Presidentes da República, Ministros e outros altos dignitários civis e religiosos e artistas de renome nacional e internacional. 